# Alles für Geld
Alles für Geld er en tysk stumfilm fra 1923 af Reinhold Schünzel.

## Medvirkende
- Emil Jannings som S. I. Rupp
- Hermann Thimig som Fred Rupp
- Dagny Servaes som Asta
- Hedwig Pauly-Winterstein som Frau von Laar
- Walter Rilla som Henry von Lauffen
- Curt Goetz som Ehrhardt
- Maria Kamradek som Sissy